# 栗木乡 (衡东县)
栗木乡，是中华人民共和国湖南省衡陽市衡东县下辖的一个乡镇级行政单位。2015年11月18日，德圳乡、栗木乡、莫井乡和吴集镇成建制合并设立吴集镇。

## 行政区划
栗木乡下辖以下地区：
溪塘村、中塘村、青塘村、龙源村、施茶村、官冲村、牌楼村、前锋村、柏桥村、龙堰村、秋波村、双泉村、泉新村、黄金村、周田村、陈山头村、巷子村、紫冈村、秧山村和官庄村。